# قرش المطرقة
قرش المطرقة. أو أبو مِطرقة هو نوع من الاشلاق (واللفظة من أوضاع الأب أنستاس)
جنس Sphyrna يشمل الأنواع التسع الموجودة في لائحة قروش أبي مطرقة.

## قائمة أسماك جنس Sphyrna (أبو مطرقة)
1. قرش أبو مطرقة العظيم (ريببيل،1837).
2. قرش أبو مطرقة صغير العيون (فالونسيان،1822)
3. قرش أبو مطرقة الجناح الأبيض (كادونات،1951)
4. قرش أبو مطرقة مقرن (سبرينغر،1940)
5. قرش أبو مطرقة الصدفي (سبرينغر،1940)
6. قرش أبو مطرقة المنزحة (جريفييث وسميث،1834)
7. قرش أبو مطرقة الانسيابي(ليينوس،1758)
8. قرش أبو مطرقة الصغير (ليينوس،1758)
9. قرش رأس المطرقة السلس (كارولوس لينيوس, 1758)

وهناك أنواع جديدة محتملة القرب لقرش المنزحة تم اكتشافه في عام 2006 في مياه شمال غربي المحيط الأطلسي، ولكن لم يتم حتى الآن تسميته وتصنيفه.

## وصلات خارجية
- موقع يهتم بأنواع أبي مطرقة
- موقع يتحدث عن أبي مطرقة

## اقرأ أيضاً
- قرش عظيم الفم
- قرش (سمكة)
- قرش جرينلاند